# Cupid (piosenka Fifty Fifty)
Cupid – piosenka południowokoreańskiej grupy Fifty Fifty. 24 lutego 2023 roku został wydany w formacie fizycznym, zatytułowany The Beginning: Cupid. Wersja anglojęzyczna piosenki jest znana jako wersja „Twin”, ponieważ wykonują ją tylko dwie członkinie grupy, Sio i Aran.
Dzięki utworowi „Cupid”, grupa stała się najszybciej debiutującym zespołem K-popowym, który pojawił się na liście Billboard Hot 100 w Stanach Zjednoczonych oraz UK Singles Chart w Wielkiej Brytanii. W maju 2023 roku utwór stał się pierwszą piosenką girlsbandu K-popowego, która dotarła do pierwszej dziesiątki na brytyjskiej liście. Zajął pierwsze miejsce na listach przebojów w Indonezji, Malezji, Singapurze, Wietnamie i Nowej Zelandii, a także uplasował się w pierwszej dziesiątce w Australii, Kanadzie, Hongkongu, Filipinach i na Tajwanie.

## Historia wydania i promocji
15 lutego 2023 roku Attrakt ujawniło harmonogram promocyjny na oficjalnych kontach społecznościowych grupy Fifty Fifty, ogłaszając nadchodzące wydanie pierwszego singlowego albumu zespołu 24 lutego, dokładnie sto dni po ich debiucie. Trzy dni później ujawniono, że singlowy album nosi nazwę The Beginning: Cupid i składa się z trzech utworów: głównego singla „Cupid”, innej wersji tego utworu, która została oznaczona jako wersja „Twin”, oraz ścieżki instrumentalnej. Zgodnie z planem, singel został wydany na różne platformy muzyczne.
20 i 22 lutego zostały wydane zapowiedzi teledysku do „Cupid”. Teledysk został opublikowany tego samego dnia, gdy grupa po raz pierwszy wykonywała singel na scenie podczas programu M Countdown. Kontynuowały wykonanie utworu „Cupid” na kilku innych programach muzycznych w tym samym tygodniu.
8 kwietnia została wydana oficjalna przyspieszona wersja utworu „Twin” na różnych platformach streamingowych pod nazwą artystyczną „Sped Up 8282”. Warner Records wysłało wersję „Twin” utworu „Cupid” do włoskich stacji radiowych 21 kwietnia, a wpłynęło na amerykańskie współczesne hity radiowe 9 maja oraz i współczesne radio dla dorosłych 5 czerwca.

## Odbiór krytyczny
So Seung-geun z IZM ocenił utwór na 4,5 na 5 gwiazdek, pisząc, że Fifty Fifty znalazło swój własny styl. Krytyk muzyczny Kim Yoon-ha z Yes24 zauważył, jak „Cupid” podkreśla wokale, stawiając je na pierwszym planie zamiast traktować głos jako jeden z kilku instrumentów. Stwierdził, że podejście to przypomina mu koreańskie piosenki z końca lat 2000. niż nowoczesny K-pop.

## Odbiór komercyjny
„Cupid” początkowo zajęło 10. miejsce na Singapore's RIAS Top Streaming Chart w wydaniu z 3-9 marca 2023 roku, zanim dwa tygodnie później zdobyło pierwsze miejsce na liście.
W Kanadzie „Cupid” zadebiutował na 49. miejscu na liście Billboard Canadian Hot 100 w wydaniu z 23 marca 2023 roku, zanim osiągnął szczyt na 6. miejscu w wydaniu z 20 maja 2023 roku. W Stanach Zjednoczonych utwór zadebiutował na 8. miejscu na liście Billboard World Digital Song Sales w wydaniu z tygodnia 11 marca 2023 roku, zanim awansował na 2. miejsce w wydaniu z 13 maja 2023 roku. Początkowo utwór pojawił się na liście Bubbling Under Hot 100 na 12. miejscu w wydaniu z 25 marca 2023 roku, zanim wszedł na główną listę, US Billboard Hot 100, na 100. miejscu w kolejnym tygodniu z 5,7 milionem odtworzeń w Stanach Zjednoczonych, stając się pierwszym utworem zespołu na tej liście. Zespół stał się najszybszym koreańskim wykonawcą, który pojawił się na tej liście oraz szóstym koreańskim zespołem, który tego dokonał po Wonder Girls, BTS, Blackpink, Twice i NewJeans.
Na arenie międzynarodowej „Cupid” zadebiutował na 106. miejscu na liście Billboard Global 200 oraz na 119. miejscu na liście Billboard Global Excl. US w wydaniu z 25 marca 2023 roku. Utwór stał się ich pierwszym przebojem w top 10 na liście Billboard Global Excl. US, docierając do 9. miejsca z 40,2 milionami odtworzeń i 1 000 sprzedanych cyfrowych pobrań w wydaniu z 22 kwietnia 2023 roku. Tydzień później osiągnął ten sam wynik na liście Billboard Global 200 z 55,2 milionami odtworzeń i 2 000 sprzedanych cyfrowych pobrań, stając się tym samym piątym koreańskim zespołem, który wszedł do top 10 tej listy po BTS, Blackpink, Big Bang i NewJeans.
Przyspieszona wersja „Twin” utworu stała się popularna na TikToku, została wykorzystana na tejże platformie w ponad 2,6 miliona filmów do 12 kwietnia. Ogółem utwór został wykorzystany w łącznie 8 milionach filmów i zgromadził około 12 miliardów wyświetleń na platformie do 8 maja.
W Wielkiej Brytanii „Cupid” zadebiutował na 96. miejscu na liście UK Singles Chart, czyniąc Fifty Fifty najszybciej debiutującym koreańskim zespołem na brytyjskich listach. W maju 2023 roku utwór osiągnął nowe maksimum, zajmując 8. miejsce, stając się tym samym pierwszym utworem koreańskiego girlsbandu, który osiągnął ten krok milowy. Fifty Fifty dołączyło tym samym do Blackpink jako drugi girlsband K-pop, który znalazł się w pierwszej czterdziestce list przebojów w Wielkiej Brytanii.

## Lista utworów
- CD / digital download / streaming (The Beginning: Cupid)

1. „Cupid” – 2:54
2. „Cupid” („Twin” version) - 2:54
3. „Cupid” (instrumental) - 2:54

- Digital download / streaming (Sped Up version)

1. „Cupid” („Twin” version; Sped Up version) – 2:25

## Notowania
| Lista                                     | Najwyższa pozycja | Źr.    |
| ----------------------------------------- | ----------------- | ------ |
| Australia (ARIA)                          | 2                 | [ 31 ] |
| Austria (Ö3 Austria Top 40)               | 36                | [ 31 ] |
| Belgium (Ultratop 50 Flanders)            | 39                | [ 31 ] |
| Canada (Canadian Hot 100)                 | 6                 | [ 32 ] |
| Croatia (HRT)                             | 92                | [ 33 ] |
| Czech Republic (Singles Digitál Top 100)  | 50                | [ 34 ] |
| France (SNEP)                             | 96                | [ 31 ] |
| Germany (Official German Charts)          | 51                | [ 31 ] |
| Global 200 (Billboard)                    | 2                 | [ 35 ] |
| Greece International (IFPI)               | 53                | [ 36 ] |
| Hong Kong (Billboard)                     | 1                 | [ 37 ] |
| Hungary (Single Top 40)                   | 17                | [ 38 ] |
| India (Billboard)                         | 17                | [ 39 ] |
| Indonesia (Billboard)                     | 1                 | [ 40 ] |
| Ireland (IRMA)                            | 14                | [ 41 ] |
| Israel (Media Forest)                     | 15                | [ 42 ] |
| Japan Heatseekers (Billboard Japan)       | 16                | [ 43 ] |
| Lithuania (AGATA)                         | 16                | [ 44 ] |
| Luxembourg (Billboard)                    | 11                | [ 45 ] |
| Malaysia (Billboard)                      | 1                 | [ 46 ] |
| Malaysia International (RIM)              | 1                 | [ 47 ] |
| MENA (IFPI)                               | 5                 | [ 48 ] |
| Netherlands (Tipparade)                   | 6                 | [ 49 ] |
| Netherlands (Global Top 40)               | 6                 | [ 50 ] |
| Netherlands (Single Top 100)              | 57                | [ 31 ] |
| New Zealand (Recorded Music NZ)           | 1                 | [ 31 ] |
| Norway (VG-lista)                         | 17                | [ 31 ] |
| Paraguay (Monitor Latino)                 | 9                 | [ 51 ] |
| Philippines (Billboard)                   | 2                 | [ 52 ] |
| Poland (Polish Streaming Top 100)         | 72                | [ 53 ] |
| Portugal (AFP)                            | 48                | [ 54 ] |
| Singapore (RIAS)                          | 1                 | [ 55 ] |
| Slovakia (Singles Digitál Top 100)        | 55                | [ 56 ] |
| South Korea (Circle)                      | 7                 | [ 57 ] |
| South Korea (Circle) Twin version         | 78                | [ 58 ] |
| South Korea (Circle) The Beginning: Cupid | 11                | [ 59 ] |
| Sweden (Sverigetopplistan)                | 58                | [ 31 ] |
| Switzerland (Schweizer Hitparade)         | 29                | [ 31 ] |
| Taiwan (Billboard)                        | 9                 | [ 60 ] |
| UK Singles (OCC)                          | 8                 | [ 61 ] |
| UK Indie (OCC)                            | 18                | [ 62 ] |
| US Billboard Hot 100                      | 17                | [ 63 ] |
| US Adult Pop Airplay (Billboard)          | 15                | [ 64 ] |
| US Pop Airplay (Billboard)                | 7                 | [ 65 ] |
| US World Digital Song Sales (Billboard)   | 2                 | [ 66 ] |
| Vietnam (Vietnam Hot 100)                 | 1                 | [ 67 ] |

## Certyfikaty i sprzedaż
| Kraj                                         | Certyfikat         | Sprzedaż |
| -------------------------------------------- | ------------------ | -------- |
| Australia (ARIA) (remix z Sabriną Carpenter) | 2× platynowa płyta | 140 000+ |
| Dania (IFPI Danmark)                         | złota płyta        | 45 000+  |
| Francja (SNEP)                               | złota płyta        | 100 000+ |
| Hiszpania (Promusicae)                       | złota płyta        | 30 000+  |
| Kanada (MC)                                  | 3× platynowa płyta | 240 000+ |
| Nowa Zelandia (RMNZ)                         | 2× platynowa płyta | 60 000+  |
| Polska (ZPAV)                                | złota płyta        | 25 000+  |
| Portugalia (AFP)                             | złota płyta        | 5 000+   |
| Wielka Brytania (BPI)                        | złota płyta        | 400 000+ |

## Historia wydania
| Terytorium        | Data             | Formaty                     | Wersja                       | Wydawca                            | Źr.    |
| ----------------- | ---------------- | --------------------------- | ---------------------------- | ---------------------------------- | ------ |
| Świat             | 24 lutego 2023   | digital download, streaming | Original, Twin, Instrumental | Attrakt / Interpark / Warner Korea | [ 86 ] |
| Świat             | 21 marca 2023    | CD                          | Original, Twin, Instrumental | Attrakt / Interpark / Warner Korea | [ 87 ] |
| Świat             | 10 kwietnia 2023 | streaming                   | Sped-up Twin                 | Attrakt / Warner Korea             | [ 88 ] |
| Włochy            | 21 kwietnia 2023 | airplay                     | Twin                         | Warner                             | [ 89 ] |
| Stany Zjednoczone | 9 maja 2023      | contemporary hit radio      | Twin                         | Warner                             | [ 90 ] |
| Stany Zjednoczone | 5 czerwca 2023   | adult contemporary radio    | Twin                         | Warner                             | [ 91 ] |
| Stany Zjednoczone | 9 czerwca 2023   | CD                          | Original, Twin, Instrumental | Attrakt                            | [ 92 ] |
| Świat             | 16 czerwca 2023  | streaming                   | Slowed Down Twin             | Attrakt / Warner Korea             | [ 93 ] |
| Świat             | 30 czerwca 2023  | streaming                   | Snack Twin                   | Attrakt / Warner Korea             | [ 94 ] |